# Cratere Dana
Dana  è un cratere sulla superficie di Marte.